# Black Christmas (película de 1974)
Black Christmas es una película de slasher canadiense de 1974, dirigida y producida por Bob Clark, y escrita por Roy Moore. Está protagonizada por Olivia Hussey, Keir Dullea, Margot Kidder, Andrea Martin, Marian Waldman y John Saxon. La historia sigue a un grupo de hermanas de fraternidad de una hermandad estudiantil que reciben llamadas telefónicas amenazantes y acosadoras, mientras algunas de ellas son asesinadas por una persona desconocida durante la temporada navideña.
Es la primera cinta en la franquicia de películas de Black Christmas, seguida por dos nuevas versiones, una de 2006 y otra de 2019.

## Argumento
Durante la temporada navideña mientras una fraternidad femenina de estudiantes celebra una fiesta de Navidad, un hombre entra a la casa a través de la ventana del ático. Allí una de las estudiantes, Jess Bradford, recibe una llamada telefónica obscena. Después de que Barbara «Barb» Coard provoca al hombre que realiza la llamada, él amenaza con matarlas y cuelga. Otra de las estudiantes Clare Harrison sube a su cuarto para empacar y pasar las festividades con su familia, donde encuentra al gato de la casa. Clare escucha los sonidos del gato en el armario y cuando va a investigar es asfixiada por el hombre que había entrado a la casa con una bolsa de plástico. Luego, el asesino lleva el cadáver al ático y lo sienta en una mecedora junto a la ventana.
Al día siguiente, el padre de Clare, el Sr. Harrison, se presenta en la fraternidad al no encontrarse con su hija como habían acordado. Mientras tanto, Jess se reúne con su novio Peter Smythe, un estudiante de piano al que informa de que está embarazada y ha decidido abortar. Peter se muestra molesto ante la decisión de su novia y le dice que hablarán más tarde del tema. El Sr. Harrison se dirige a la estación de policía junto a Barb y Phyllis «Phyl» Carlson para reportar la desaparición de Clare, pero el sargento Nash les dice que probablemente esté con su novio. Cuando el novio de Clare, Chris, les dice que no sabía de la desaparición de la joven, vuelven a la estación de policía para hablar con el teniente Kenneth Fuller, quien se compromete a hacer todo lo posible por encontrarla. En la estación descubren que hay otra joven perdida llamada Janice.
Esa noche, el Sr. Harrison, Chris y las jóvenes de la fraternidad se unen a un grupo para buscar a Janice y Clare en el parque. Mientras tanto, en la fraternidad, la Sra. MacHenry, la dueña de casa, escucha los maullidos de su gato en el ático y va a investigar. Al subir, encuentra el cadáver de Clare y es asesinada por el hombre cuando le arroja un gancho que se incrusta en su cuello. Luego que el grupo encuentra el cadáver de Janice cerca del parque, Jess regresa a casa y recibe otra llamada telefónica obscena. Jess contacta a la policía y les informa acerca de la llamada. Tras esto, Peter llega a la casa y discute con Jess acerca del aborto, yéndose del lugar justo en el momento en que el teniente Fuller llega para investigar las llamadas telefónicas. Para poder determinar la ubicación del hombre que realiza las llamadas, un técnico interviene el teléfono de la fraternidad para poder rastrearlas. 
Más tarde mientras Jess escucha a un grupo de villancicos cantar en la entrada de la casa, el asesino mata a Barb en su habitación, sin que Jess se dé cuenta. Tras esto, Jess recibe una nueva llamada telefónica, en la cual el hombre recita algunas de las frases que dijo durante la discusión con Peter. Aunque Jess sospecha que el hombre de las llamadas telefónicas es su novio, su amiga Phyl le recuerda que Peter estuvo presente en una de las primeras llamadas, por lo que no sería posible. Phyl sube a la habitación de Barb para ver como está, pero al entrar la puerta se cierra.
Jess sigue recibiendo llamadas del asesino, lo que permite a la policía determinar que son realizadas desde la misma casa, a través de la línea telefónica de la Sra. MacHenry. La policía le informa a la joven que abandone la casa, pero Jess intenta advertir a Barb y Phyl. Al subir a la habitación de Barb, Jess las encuentra muertas y es atacada por el asesino. La joven logra esconderse en el sótano, momento en el cual escucha a Peter afuera de la casa diciéndole que escuchó sus gritos. Peter entra al sótano e intenta calmarla, pero Jess se asusta al creer que él es el asesino. El teniente Fuller llega a la casa y encuentra a Jess en el sótano, consternada junto al cadáver de Peter. Debido al trauma que vivió, los policías dejan a la joven descansando en su habitación, mientras esperan que llegue el equipo forense y concluyen que Peter fue el asesino a falta de otro sospechoso. Después de que los policías abandonan la casa, el asesino es escuchado riendo y susurrando desde el ático donde los cadavéres de Clare y la Sra. MacHenry aún permanecen. El asesino entonces comienza a susurrar: "¿Agnes? Soy yo, Billy", tras lo cual suena el teléfono.

## Reparto
- Olivia Hussey como Jess Bradford
- Keir Dullea como Peter Symthe

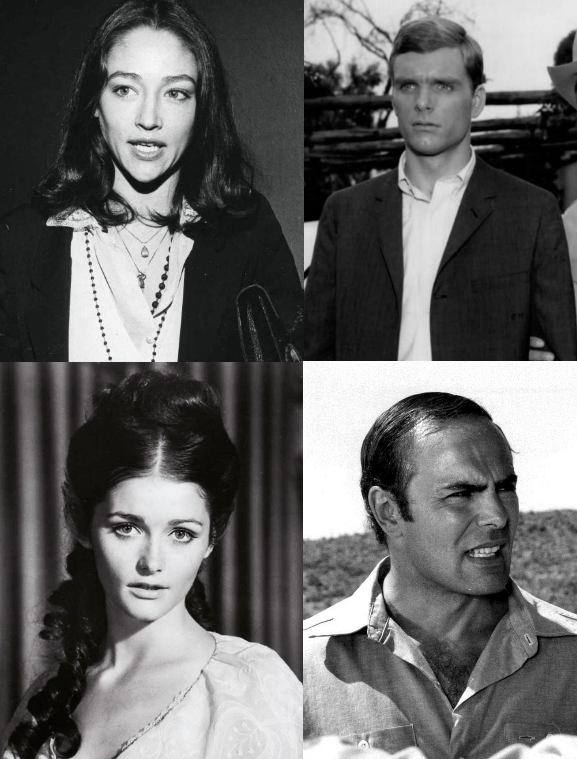
Reparto central de Black Christmas (en sentido de las manecillas del reloj, a :) Olivia Hussey, Keir Dullea, John Saxon, y Margot Kidder.

- Margot Kidder como Barbara «Barb» Coard
- John Saxon como teniente Kenneth Fuller
- Marian Waldman como señora Barbara «Mac» MacHenry / señora Mac
- Andrea Martin como Phyllis «Phyl» Carlson
- James Edmond como señor Harrison
- Douglas McGrath como sargento Nash
- Art Hindle como Chris Hayden
- Lynne Griffin como Clare Harrison
- Michael Rapport como Patrick
- Les Carlson como Bill
- Martha Gibson como señora Quaife
- John Rutter como detective que se ríe
- Dave Clement como Cogan
- Julian Reed como oficial Jennings
- Nick Mancuso como Billy / voz del teléfono (no acreditado)[1][2]
  - Bob Clark como la sombra de Billy / voz en el teléfono (no acreditado)[3]
  - Albert J. Dunk como Billy desde su punto de vista (no acreditado)[4]

## Producción

### Desarrollo
Black Christmas fue inicialmente desarrollada por el guionista canadiense Roy Moore, quien escribió el guion bajo el título Stop Me.  Las inspiraciones para la película vinieron de la leyenda urbana conocida como "la niñera y el hombre de arriba",  que se había generalizado durante la década de 1970.  Moore afirmó haberse inspirado en una serie de asesinatos que ocurrieron durante la temporada navideña en el área de Westmount en Montreal.
Como se señaló en un artículo para The Telegraph, los asesinatos, que ocurrieron en 1943, fueron perpetrados por un niño de catorce años que golpeó hasta la muerte a varios de los miembros de su familia.  Los productores de cine Harvey Sherman y Richard Schouten hicieron que Timothy Bond reescribiera el guion para darle un entorno universitario.  El director y productor Bob Clark, que había sentido que el guion original era demasiado directo como una película de terror, hizo varias modificaciones en el diálogo, y también incorporó elementos humorísticos a la película, particularmente la borrachera de Barb y la Sra. Mac, esta última en la que Clark se basó en su tía.
Clark sentía que los estudiantes universitarios y de secundaria no habían sido retratados con "ningún sentido de la realidad" en el cine estadounidense, y que él pretendía capturar la "astucia" de los adultos jóvenes: "Los estudiantes universitarios -incluso en 1974- son gente astuta. No son tontos. No todo es 'bikinis, mantas de playa y bingo'".

### Casting
Olivia Hussey, que ya había alcanzado fama internacional por su papel de Julieta en Romeo y Julieta (1968), firmó para aparecer en la película después de que un psíquico le dijera que "haría una película en Canadá que ganaría mucho dinero".  Clark buscó a Keir Dullea para interpretar el papel de Peter basándose en su actuación como Dave Bowman en 2001: A Space Odyssey (1968).  El papel de la Sra. Mac se le ofreció a Bette Davis,  quien rechazó el papel. Margot Kidder fue elegida para el papel de Barb, y dijo que se había sentido atraída por el personaje "porque era salvaje y estaba fuera de control", y no por un papel "principal convencional".  Para el papel de Clare Harrison, cuyo asesinato desencadena la trama de la película, la nativa de Toronto Lynne Griffin fue elegida después de que su madre, que también era su agente de casting en ese momento, le consiguiera una audición. Griffin luego protagonizaría Curtains (1983) y la aclamada serie de televisión Wind at My Back (1996-2001).
A Gilda Radner le ofrecieron el papel de Phyllis Carlson. Ella aceptó el papel, pero lo abandonó un mes antes de que comenzara el rodaje debido a compromisos con Saturday Night Live, y fue reemplazada por su compañera de la compañía de comedia Second City, Andrea Martin.  El papel del teniente Fuller se le dio originalmente a Edmond O'Brien. Sin embargo, a su llegada al set, los productores se dieron cuenta de que no podría cumplir con los deberes requeridos para el papel debido a su mala salud (derivada de la enfermedad de Alzheimer). John Saxon, que había leído el guion antes, fue llamado por los productores que le ofrecieron el papel. Aceptó y tuvo que llegar a Toronto desde la ciudad de Nueva York en dos días para comenzar a rodar.  Saxon había aparecido previamente en la primera película giallo, The Girl Who Knew Too Much (1963).  Clark siempre tuvo la intención de elegir a Saxon desde el principio, ya que era su primera opción para el papel, pero la falta de comunicación entre Clark y el agente de Saxon resultó en que O'Brien fuera elegido antes de que Saxon se uniera oficialmente a la película. Para el papel del antagonista de la película, el actor italo-canadiense Nick Mancuso fue elegido como una de las voces principales en las secuencias de llamadas telefónicas. Cuando audicionó para el papel, el director Clark hizo que Mancuso se sentara en una silla de espaldas a él, para no ver la cara del actor. Luego, Clark hizo que Mancuso experimentara con diferentes voces para encontrar una que fuera adecuada para el personaje, y Clark más tarde le ofreció el papel.

### Rodaje

La Soldiers' Tower de la Universidad de Toronto aparece en una escena de la película.

La película se rodó del 25 de marzo al 11 de mayo de 1974, con un coste de 686.000 dólares (equivalentes a 4.113.382 dólares en 2023), de los que 200.000 procedieron de la Canadian Film Development Corporation. Clark había descubierto la casa que aparece en la película mientras buscaba localizaciones, y sus propietarios aceptaron arrendarla para la producción. Se completó la fotografía adicional en el campus de la Universidad de Toronto.  Según John Saxon, Clark había dibujado meticulosamente guiones gráficos con tomas clave, que llevaba al set de rodaje cada día: "Pude entender exactamente lo que pensé que necesitaba y lo que necesitaba la escena". Las escenas de la película que involucran tomas en primera persona de Billy escalando la casa se lograron mediante el uso de una plataforma diseñada por el operador de cámara Bert Dunk, que se adjuntó a la cabeza de Dunk mientras trepaba por el costado de la casa. La escena de la muerte de Griffin, que se filmó con una cámara en mano en un armario real, se logró en solo un par de tomas. Según Griffin, la sorpresa de su personaje cuando el asesino sale del armario fue genuina, como la actriz recordó más tarde: "Fue un shock total porque realmente no sabía cuándo esperar que saltara". Las tomas del cadáver de Clare en la mecedora requirieron que la actriz usara una bolsa de plástico real sobre su cabeza durante períodos prolongados de tiempo. Griffin también afirmaría que estas escenas le resultaron relativamente fáciles: "En realidad, era, y todavía soy, una nadadora bastante buena, así que podía contener la respiración durante mucho tiempo. Y también podía mantener los ojos abiertos durante mucho tiempo sin parpadear".
Kidder recuerda que el rodaje de la película fue "divertido. Me llevé una gran conexión con Andrea Martin, ya que filmamos en Toronto y Ontario. Olivia Hussey era un poco rara. Estaba obsesionada con la idea de enamorarse de Paul McCartney a través de su psíquica. Fuimos un poco duros con ella por ese tipo de cosas".

### Postproducción
El compositor de la partitura de la película, Carl Zittrer, declaró en una entrevista que creó la misteriosa música de la película atando tenedores, peines y cuchillos a las cuerdas del piano para deformar el sonido de las teclas. Zittrer también declaró que distorsionaría aún más el sonido grabando su sonido en una cinta de audio y haciendo que el sonido fuera más lento. El audio de las inquietantes llamadas telefónicas fue interpretado por varios actores, entre ellos Mancuso y el director Bob Clark. Mancuso declaró en una entrevista que se puso de pie sobre la cabeza durante las sesiones de grabación para comprimir el tórax y hacer que su voz sonara más demente. Mancuso pasó sólo tres días grabando diálogos para el personaje, y más tarde recordó la experiencia como muy «vanguardista», con Clark animándole a improvisar con la voz del personaje.
En 1975, durante los preparativos para el estreno de la película en Estados Unidos, los ejecutivos del estudio Warner Bros. pidieron a Clark que cambiara la escena final para que el novio de Clare, Chris, apareciera delante de Jess y le dijera: «Agnes, no les digas lo que hicimos» antes de matarla. Sin embargo, Clark insistió en mantener el final ambiguo. El título original de la película estaba previsto inicialmente que fuera Stop Me. Clark ha declarado en una entrevista que se le ocurrió el título oficial de la película, diciendo que le gustaba la ironía de que un acontecimiento oscuro ocurriera durante unas vacaciones festivas. Según Clark, Warner Bros. cambió el título a Silent Night, Evil Night para el estreno en los cines de Estados Unidos.

## Recepción

### Crítica
Black Christmas recibió comentarios diversos por parte de la crítica cinematográfica. La película posee un 63% de comentarios positivos en el sitio web Rotten Tomatoes, basado en un total de 24 críticas. La cinta ha sido considerada como uno de los antecedentes que definieron los elementos característicos del subgénero slasher. Adam Tyner de DVD Talk, escribió: «Black Christmas cuenta con uno de los finales más grandes -por no mencionar el más sombrío y pesimista- de cualquier película slasher que he logrado ver, y estoy fascinado con la insistencia de Clark por mantener la ambigüedad que gira alrededor de Billy».
La Chicago Film Critics Association la ubicó en el puesto número 49 de "las películas más aterradoras".

## Legado
Black Christmas acabó ganando adeptos y es conocida por ser una de las primeras películas de terror. Llegó a inspirar otras películas slasher, siendo la mayor de todas Halloween de John Carpenter (que aparentemente se inspiró en Clark sugiriendo cómo sería una secuela de Black Christmas).
Black Christmas ha sido incluida en múltiples listas de diversos medios de comunicación como una de las mejores películas de terror de la historia. La película ocupó el puesto 87 en la lista de Bravo The 100 Scariest Movie Moments (Los 100 momentos más terroríficos del cine). Fue clasificada en el puesto 67 en la lista de IndieWire The 100 Best Horror Movies of All Time (Las 100 mejores películas de terror de todos los tiempos), en la que se afirmaba que «la trama suena a fórmula, pero Black Christmas sigue siendo atemporal gracias a su terrorífico y escurridizo asesino, “Billy”, cuya historia nunca se revela, así como a un final premonitorio que no ofrece muchas esperanzas a la Final Girl de la película». Scott Weinberg, de Thrillist, en su artículo The 75 Best Horror Movies of All Time (Las 75 mejores películas de terror de todos los tiempos), situó la película en el número 48. Paul Schrodt, de Esquire, situó la película en el número 23 de su lista de las 50 mejores películas de terror de todos los tiempos. En 2017, la revista Complex nombró a Black Christmas la 2.ª mejor película slasher de todos los tiempos, y al año siguiente, Paste la incluyó en la 3.ª mejor película slasher de todos los tiempos, además de colocar al personaje de Jess Bradford en el n.º 1 de su lista de «Las 20 mejores 'chicas finales' en la historia del cine de terror». Aunque el director Clark mantuvo que no pretendía que la película tuviera inclinaciones políticas, los críticos han señalado que Black Christmas es, no obstante, una película feminista por el tratamiento que da a los personajes femeninos -especialmente a Jess, que tiene capacidad de decisión y toma la decisión de abortar- y por su retrato de la misoginia casual (como cuando la policía no se toma en serio la preocupación de la hermandad por las llamadas telefónicas y la ausencia de Clare). El crítico de cine Tim Dirks, de la página web de críticas Filmsite.org, incluyó la película en su lista de películas con los «mayores giros argumentales, spoilers y finales sorpresa», basándose en los principales giros argumentales de la película: la revelación de que el verdadero asesino estaba escondido en el desván y el asesinato implícito de Jess.
Hussey contó a Bravo durante una entrevista sobre su serie 100 Scariest Movie Moments, que cuando conoció a Steve Martin por primera vez, éste le dijo que protagonizaba una de sus películas favoritas de todos los tiempos. En un principio, Hussey pensó que se refería a Romeo y Julieta, pero se sorprendió cuando Martin le dijo que se trataba de Black Christmas y que había visto la película 27 veces.